# Friedrich Uebelhoer
Friedrich Uebelhoer (ur. 25 września 1893 w Rothenburg ob der Tauber, zm. prawdopodobnie w 1945) – niemiecki polityk nazistowski, prezydent utworzonej przez Niemców rejencji łódzkiej podczas drugiej wojny światowej.

## Życiorys
Uebelhoer uczęszczał do szkoły powszechnej i progimnazjum w Rothenburg ob der Tauber i Starego Gimnazjum w Würzburgu. Po wybuchu I wojny światowej wstąpił jeszcze w 1914 do 14 pułku pieszej artylerii armii Badenii. W czasie wojny walczył przez cztery lata na froncie zachodnim i służył w sztabie Pierwszej Naczelnej Komendy Armii wojsk niemieckich (Armeeoberkommando 1).
Kariera wojskowa Uebelhoera nie skończyła się z zakończeniem działań wojennych w 1918 roku – jako weteran odznaczony Krzyżem Żelaznym (I i II klasy) i Orderem Lwa Zeryngeńskiego przyłączył się do Freikorps Lettow-Vorbeck. Po odejściu z Freikorpsów studiował przez pięć semestrów prawo i nauki o państwie we Fryburgu i Würzburgu, ale przerwał naukę i ostatecznie uzyskał dyplom kupca.
W 1922 Uebelhoer wstąpił do NSDAP, po ponownym zalegalizowaniu partii w 1925 powtórzył ten krok (Mitgliedsnummer 11.707) i został kierownikiem koła powiatowego w Naumburg an der Saale.
Od wyborów w marcu 1933 roku był posłem NSDAP do Reichstagu z okręgu 11 (Merseburg). Od 1933 do 1939 roku Uebelhoer łączył funkcję kierownika powiatowego NSDAP i nadburmistrza, jak i landrata Naumburga, pełniąc dodatkowo funkcję kierownika urzędu okręgu (Gauamtsleiter) Narodowosocjalistycznej Opieki Ludowej w Okręgu Rzeszy Halle-Merseburg. Jako członek SS osiągnął rangę Brigadeführera w 1941 roku.
Po kampanii wrześniowej został inspektorem okręgu Rzeszy w Kraju Warty. 10 grudnia 1939 roku wydał on na polecenie namiestnika Kraju Warty Arthura Greisera rozkaz utworzenia getta żydowskiego w Łodzi. 1 stycznia 1940 roku rozpoczął sprawowanie funkcji prezydenta rejencji kalisko-łódzkiej, prędko przemianowanej na rejencję łódzką.  Jako prezydent rejencji łódzkiej sprawował polityczną i ekonomiczną totalną kontrolę nad gettem, wydał też szereg zarządzeń antyżydowskich. Wykonywał i wdrażał antypolską politykę niemieckiego okupanta w Łodzi i reszcie rejencji łódzkiej.
Po dymisji ze stanowiska z powodu korupcji i sporu z Greiserem wywołanego ambicjami politycznymi prezydenta rejencji łódzkiej został on prezydentem rejencji merseburskiej, które sprawował do zaginięcia w ostatnich tygodniach wojny. Prawdopodobnie Uebelhoer zginął w trakcie działań wojennych w końcowym okresie wojny. 31 grudnia 1950 roku oficjalnie uznano go za zmarłego.